# ملا کریکار
نجم‌الدین وحید فرج احمد معروف به ملا کریکار (کردی: مه‌لا کرێکار؛ زادهٔ ۷ ژوئیهٔ ۱۹۵۶) یک کُرد سنی است، که در سال ۱۹۹۱ از کردستان عراق به اسلو، پایتخت نروژ، پناهنده شد؛ زیرا ممکن است به علت فعالیت‌های تروریستی با مجازات مرگ روبه رو گردد. ۷ دسامبر ۲۰۰۶ شورای امنیت سازمان ملل متحد وی را در فهرست افراد وابسته به القاعده معرفی کرد و خود وی نیز در مصاحبه با شبکه بی‌بی‌سی فارسی ارادت خودش به بن‌لادن را علناً و با کمال میل اعلام کرد. سال ۲۱۵ کمیته تحریم‌های القاعده شورای امنیت وی را در کنار رهبران القاعده در فهرست تحریم القاعده قرار داد. همسر وی و ۴ فرزندش شهروندی نروژ دارند. تلاش‌های مکرر دولت نروژ برای اخراج وی به دلیل فعالیت‌های تبلیغاتی جهادی سلفی به دلیل حکم اعدام وی در عراق با شکست مواجه شده است. وی به زبان‌های عربی، فارسی، کردی، کمی نروژی و انگلیسی صحبت می‌کند.
وی اولین رهبر گروه مسلح اسلامگرای انصار الاسلام بود که در زمان پناهندگیاش در نروژ عملیات‌هایی را در کردستان عراق پایه‌ریزی و آغاز کرد. اگرچه وی مدعی است که از حملات تروریستی گوناگون انجام‌شده توسط گروهی که وی رهبری می‌کرده ازپیش اطلاعی نداشته. از فوریه ۲۰۰۳ فرمان اخراجش صادر شده اما به دلیل اینکه دولت عراق تضمین نکرده که وی با شکنجه یا اعدام مواجه نشود این فرمان معلق شده زیرا نروژ به توافق‌نامه‌های بین‌المللی منع استرداد اشخاصی که چنین تضمینی را ندارند پایبند است.
مقامات کردستان در کردستان عراق به‌طور مکرر درخواست استرداد وی از نروژ را داشته‌اند اما مجازات مرگ وی در اقلیم کردستان همچنان به قوت خود باقی‌ست. پس از اینکه مقامات دولتی کردستان در سال ۱۹۹۲ قدرت را به دست آوردند اکثر مجازات‌های مرگ به حبس ابد تغییر یافتند، به استثنای ۱۱ نفر منسوب به اعضای انصار الاسلام که در پایتخت اقلیم، اربیل در اکتبر ۲۰۰۶ (آبان ۱۳۸۵) به دار آویخته شدند. وی از ۸ دسامبر ۲۰۰۶ (آذر ۸۵) در فهرست ترور سازمان ملل متحد قرار دارد و از ۸ نوامبر ۲۰۰۷ حکم وی به عنوان «خطر برای امنیت ملی» از طرف دیوان عالی نروژ صادر شده است.
در ۲۶ مارس ۲۰۱۲ (۷ فروردین ۱۳۹۱) او به جرم تهدید چند نفر کرد (که به مقدسات اسلامی توهین کرده بودند) به مرگ، به ۵ سال زندان محکوم شد. وی به این حکم زندان درخواست تجدیدنظر کرد. روز بعد توسط سرویس امنیتی پلیس نروژ و پلیس نروژ بازداشت و تحت حفاظت قرار گرفت. این پس از اظهارات تهدیدآمیز مرتبط با وی رخ داد، که اگر حکم مدنی زندان وی اجرا می‌شد احتمال اجرای احکام قصاص توسط دیگران علیه شهروندان نروژی می‌رفت.
وی خودش را پیرو اسامه بن لادن و قاضی محمد می‌داند و به بن‌لادن کردستان مشهور است و سلفی‌هایی را که کردهای کوبانی و دیگر مناطق را کشتند را مرتد نمی‌داند. وی شاگرد عبدالله عزام، اسلامگرای سنی فلسطینی در پاکستان بوده معروف به پدر جهاد بین‌المللی که بن‌لادن نیز از ایدئولوژی سلفی-جهادی عزام تأثیر گرفته بود. او پیش‌تر فرمانده نظامی جنبش اسلامی کردستان در عراق بود اما وی در سال ۲۰۰۱ از این جنبش جدا شده و پس از مهاجرت به عراق به کمک همراهان مهاجر افغان خود انصارالاسلام را تشکیل داد که شبیه طالبان در مرز ایران و عراق در بیاره و خرمال بود، و علیه پیشمرگههای جلال طالبانی می‌جنگیدند. «ئامانج نقشبندی» می‌گوید که آنها توسط ایران پشتیبانی می‌شدند ولی ملا کریکار این ادعا را رد می‌کند. ۳ سال پیش از حملات ۱۳۹۶ تهران گزارشی توسط وزارت کشور حسن روحانی دربارهٔ گسترش سلفی‌گری در مناطق کردنشین منتشر شد که گزارش هشداردهنده وبگاه حزب دمکرات کرستان دربارهٔ فعالیت تبلیغاتی و آزادانه سریاس صادقی بدون مداخله نیروهای امنیتی و گفته‌های مردم بیاره همچون ورود اعضای انصارالاسلام به ایران و فعالیت آنها در ایران پس از حمله آمریکا به عراق را تأیید می‌کرد. برخی از تحلیل‌گران میدان دادن و آزادی عمل مبلغان انصارالاسلام توسط ایران را وابسته به ضدیت آنها با آمریکا می‌دانند که مقامات ایران از حضور آمریکا در منطقه احساس خطر می‌کرده است برخی از احزاب کرد مخالف جمهوری اسلامی ایران نیز برای آزادی عمل سلفی‌گران حکومت را متهم می‌کنند که برای کاهش نفوذ گروه‌های سکولار کرد چنین چشم‌پوشی‌ای توسط نظام اعمال شده است. ملا کریکار خود را از پیروان قاضی محمد دانسته و او را همیشه به نیکی یاد می‌کند و جنبش‌های ملا مصطفی بارزانی و شیخ سعید پیران و شیخ محمود برزنجی را مقبول دانسته و از آن‌ها به نیکی نام می‌برد و این در حالی است که جنبش‌های عبدالله اوجلان و طالبانی را شیطانی نامیده است. او در سال ۲۰۱۴ میلادی از تمام اتهامات تروریستی توسط دادگاه نروژ تبرئه شد.

## مختصر زندگی‌نامه(برگرفته و ترجمه شده ازوبگاه رسمیبا تصرف)[۱۰]
نام کامل او نجم‌الدین وحید فرج احمد است که در رسانه‌های جهانی به نام ملا کریکار (کردی: مه‌لا کرێکار) شناخته شده است که در میان کرد زبانان با نام ماموستا کریکار (کردی: مامۆستا کرێکار) نیز شناخته می‌شود. ماموستا در زبان کردی به معنی معلم یا عالم دینی است. کریکار (کردی: کرێکار) لقب شاعری اوست که در کردی به معنی کارگر است. همچنین لقب ابو سید قطب (فاتح کریکار) از سوی دوستان او در پاکستان به او داده شده است. بیش از هزار سخنرانی صوتی و تصوری و بیش از هشتاد کتاب تألیف و ترجمه و دیوان اشعار از آثار اوست که بسیاری از آن‌ها در اینترنت و در پایگاه رسمی او قابل دسترسی است.

### تولد، رشد و تحصیلات
وی در سال ۱۹۵۶ ر خانواده ای فقیر در شهر کردنشین سلیمانیه عراق به دنیا آمد و شش برادر و چهار خواهر دارد.
در سال ۱۹۶۲ شروع به تحصیل نموده و دوره‌های ابتدایی و راهنمایی را در سلیمانیه به پایان رساند.
در سال ۱۹۷۱ به صف اتحادیه دانش آموزان حزب دموکرات کردستان پیوست اما طولی نکشید که با آشنایی با اعضا و طرفداران اخوان المسلمین، طرفدار آنان شده و برای اولین بار در محضر ماموستا حسن پینجوینی در مسجد ابوبکر صدیق شهر سلیمانیه دروس شرعی را فراگرفته و سپس به یکی از اعضای جنبش اخوان المسلمین تبدیل شد.
بعد از آواره شدن در اثر ستم رژیم بعث، در سال ۱۹۷۴ تا سپتامبر سال ۱۹۷۵ پیشمرگه حزب دموکرات کردستان بود بعد از آن و با ناکام ماندن قیام ۱۹۷۵، وی به سلیمانیه برگشته و سپس به شهر اربیل (کردی: هه‌ولێر) رفته و در سن ۱۹ سالگی همزمان که به عنوان کارمند مشغول به کار می‌شود دوره متوسطه را به پایان می‌رساند؛ و در این مدت اهمیت زیادی به مطالعه و ساخت بنای فکری خود می‌دهد. او در سال ۱۹۷۸ به سلیمانیه برگشته و در رشته زبان و ادبیات عرب وارد دانشگاه می‌شود.
بعد از دانشگاه برای اینکه توسط رژیم بعث به سربازی گرفته نشود خود را پنهان می‌کند تا این که در ۱۹۸۲/۸/۲۰ تصمیم می‌گیرد کردستان را ترک کن و هجرت نماید. به همین منظور به همراه ماموستا علی باپیر مخفیانه و به صورت قاچاق از راه کوه‌ها به ایران آمده و در ابتدا به تهران می‌رود و تلاش مبکند در دانشگاه تهران در رشته جامعه‌شناسی شروع به تحصیل کند که موفق نمی‌شود.
در سالهای ۱۹۸۲ تا ۱۹۸۴ در اردوگاه آوارگان در کرج به عنوان امام خطیب می‌ماند؛ و همزمان نزد تعدای از علمان دینی کردستان ایران علوم شرعی را فرا میگید. همچنین به همراه ماموستا صلاح الدین بهاء الدین و چند عضو اخوان المسلمین در ایجاد گروهی جهادی به اسم "کۆمهڵی پشتیوانان (گروه پشتیبانان) سهیم بوده است؛ که پس از این که ایران با این گروه به مقبله پرداخت و تعدادی از اعضای اخوان المسلمین را دستگیر کرد ماموستا کریکار تصمیم گرفت پیش از آن که در دادگاه علیه او حکمی صادر شود ایران را ترک کند.

### ازدواج
بعد از آن به صورت مخفیانه به سلیمانیه برگشته و در ۱۹۸۴/۷/۲۲ با روخوش احمد (کردی: روخۆش ئه‌حمه‌د) ازدواج می‌کند که از پیش وی را می‌شناخت و خود ماموستا کریکار سبب جدایی او از صف کمونیست‌ها شده بود. آنها صاحب چهار فرزند به نام‌های معالم، سید قطب، ظلال و ابن تیمیه شدند.

### رفتن به پاکستان
پس از ازدواج، از راه قاچاق به ایران برگشته و بعد از ۱۳ روز از راه قاچاق به پاکستان می‌رود که در مرز پاکستان دستگیر شده و به مدت ۱۰۰ روز زندانی می‌شود؛ و چون زندانی برای بانوان وجود ندارد همسر او به خانه شیخ عبدالخالق زامرانی، از علمای بلوچستان و عضو حرکت اسلامی پاکستان، تحویل داده می‌شود. بعد از ۱۰۰ روز با تلاش سازمان‌های حقوق بشری و گروه‌های اسلامی از جمله عبدالله عزام آزاد می‌شود.
در ماه دوم سال ۱۹۸۵ به همراه همسر، در کراچی پاکستان ساکن می‌شود؛ و به تحصیل در رشته علوم حدیث می‌پردازد که مدرک فوق لیسانس را در این رشته کسب نموده و در دانشگاه ابوبکر، که وابسته به دانشگاه مدینه است به تدریس مشغول می‌شود و همزمان به فعالیت‌های خود در اخوان المسلمین ادامه می‌دهد. تا این که در سال ۱۹۸۸ با رخدادن فاجعه بمباران شیمیایی حلبچه، در حالی که دانشجوی مقطع دکترا بودند دست از کار و تحصیل برداشته و به امدادرسانی به آوارگان که تعداد آن‌ها به ۱۷۵۰۰۰ نفر در ایران و بیش از ۱۰۰۰۰۰ نفر در ترکیه می‌رسید پرداخت.
او در مدت آوارگی بین ایران و پاکستان چند کتاب تألیف و ترجمه می‌کند که از بین آن‌ها ترجمه کتاب معالم فی الطریق اثر سیدقطب و اولین دیوان شعر خود به اسم "ژانی مان" را می‌توان نام برد.
کریکار با وجود این که عضو اخوان المسلمین بود و از نظر فکر و منهج با آنان هم راه بود اما از نظر عقیدتی، از زمانی که به دانشگاه عقاید سلفی داشت، که با چند نفر عرب اهل بغداد و موصل آشنا شده بود و آنان کتاب‌های علمای سلفی مانند کتاب‌های احسان الهی ظهیر و کتاب‌هایی در مورد مسائل عقیدتی به او معرفی کرده بودند.
در سال ۱۹۸۸ بعد از بمباران شیمیایی حلبچه، از اخوان المسلمین جدا شده و به جنبش اسلامی (کردی: بزوتنه‌وهٔ ئیسلامی)، به رهبری ماموستا ملا عثمان عبدالعزیز می‌پیوندد و در سال ۱۹۸۹ عضوی شورای جبش می‌شود.
او در سال ۱۹۹۴ شاخهٔ اصلاح (کردی: خه‌تی ئیصلاح) را با هدف پیش‌گیری از جذب شدن جوانان جنبش، توسط افرادی که به ایران یا سایر طرفهای خارجی وابسته بودن، پایه‌گذاری کرد؛ که بعدها در ۲۰۰۱/۱۲/۱۰ شاخه اصلاح کریکار با جندالاسلام (که آن هم از جنبش اسلامی جدا شده بود)، به هم پیوستند و انصار الاسلام (کردی: پشتیوانانی ئیسلام) را تشکیل دادند و امارت اسلامی بیاره را ایجاد کردند.

### کریکار درنروژ
او در سال ۱۹۸۸ به عنوان یک کرد پناهنده در اسلام‌آباد پاکستان با دستگاه پذیرش پناهجویان سازمان ملل متحد مصاحبه کرده و پرونده او مانند کردهای دیگر به چندین کشور جهت پذیرش، ارسال شد که از بین آن‌ها نروژ با پذیرش او و فرزندانش به عنوان پناهنده موافقت نمود؛ بنابراین در ۱۹۹۱/۱۱/۳۰ سازمان ملل متحد او را به نروز فرستاده و در آن کشور ساکن شد.
در ماه شباط ۱۹۹۸ سازمان INDICT که سازمانی بریتانیایی اما وابسته به سازمان اطلاعات CIA آمریکا است و با کردها بخصوص عبداللطیف رشید (اولین داماد جلال طالبانی، که در آن زمان مسئول دفتر حزب اتحاد میهنی کردستان در بریتانیا بود) در ارتباط بود، در ۲۰۰۱/۱۰ گزارشی در مورد کریکار و فعالیت‌های او به نروژ دادند.
کریکار در ۲۰۰۲/۹/۶ با هدف ادامه فعالیتهای انصار الاسلام به ایران برمیگردد که در ایران دستگیر می‌شود و پس از آن که همکاری با ایرانی‌ها را نمی‌پذیرد، ایران او را تحویل هلند می‌دهد.
حکومت نروژ نیز کریکار را متهم کرد که امنیت این کشور را به خطر می‌اندازد. تاکنون سازمان‌های اطلاعاتی ایران، هلند، آمریکا، نروژ، ایتالیا و آلمان به صورت مستقیم و اسپانیا، سودئ، سویس و فنلاند به صورت غیر مستقیم (از طریق اطلاعات و دادگاه‌های نروژ) در مورد کریکار تحقیقات انجام داده‌اند اما نتوانسته‌اند اتهامی را علیه او ثابت کنند.
در تاریخ ۲۰۰۳/۲/۱۹ نروژ طی حکمی با این ادعا که کریکار باعث ایجاد خطر در امنیت نروژ است، حق پانهندگی، پاسپورت، اقامت دائمی و حق کارکردن در این کشور را از او سلب نمود.
کریکار در ۲۰۱۰/۱/۲۵ در اسلو پایتخت نروژ در خانه خود هدف حمله ترور قرار گرفت که جان سالم به در برد. کریکار حزب اتحاد میهنی کردستان را مسئول این ترور می‌داند.
سازمان اطلاعات نروژ تاکنون بیش از ۴۰ بار کریکار را با اتهام‌ها مختلف از جمله ترورسیم و تلاش برای کارهای تروریستی دادگاهی کرده است که در هیچ‌کدام موفق به اثبات اتهام نشده و نتوانسته او را زندانی کند. تا این که سر انجام در ۲۰۱۲/۳/۲۷ به اتهام تهدید سه نفر کرد که به مقدسات اسلامی توهین نموده بودند، به دو سال و ده ماه زندان محکوم شد؛ و در تاریخ ۲۰۱۳/۳/۲۰ نیز اطلاعات با وارد شدن به خانه او دست نوشته‌ها و کتابهای او را جمع کرده و با خود برده است.

## قضاوت در دادگاه نروژی
در نهایت، دادگاه ملا کرکار را به سه اتهام به دو سال و ده ماه زندان محکوم کرد. او سرانجام در ۲۵ دسامبر ۲۰۱۵ آزاد شد.

## استرداد به ایتالیا
در ۲۶ مارس ۲۰۲۰، اعلام شد که نروژ ملا کرکار را به ایتالیا تحویل داده است. وکیل او و بسیاری از شخصیت‌های کرد از این تصمیم انتقاد کردند و گفتند که نروژ او را بدون اثبات اتهامی علیه او تحویل داده است و این استرداد در زمانی غیرمنتظره انجام شد که ویروس کرونا در ایتالیا شیوع پیدا کرد.